# Avaria constanti
Avaria constanti är en fjärilsart som beskrevs av Hans Rebel 1894. Avaria constanti ingår i släktet Avaria och familjen vecklare. Inga underarter finns listade i Catalogue of Life.